# جدول مدال‌های المپیک تابستانی ۱۹۲۴
جدول مدال بازیهای المپیک تابستانی ۱۹۲۴ فهرستی از مدالهای کسب شده توسط ورزشکاران است در طول برگزاری المپیک تابستانی سال ۱۹۲۴ میلادی که در پاریس فرانسه ورزشی برگزار شد.

## جدول مدالها
رتبه بندی این جدول توسط کمیته بین المللی المپیک (ioc) اعلام شدهاست.
| رتبه  | کشور                      | طلا | نقره | برنز | مجموع |
| ۱     | ایالات متحده آمریکا (USA) | ۴۵  | ۲۷   | ۲۷   | ۹۹    |
| ۲     | فنلاند (FIN)              | ۱۴  | ۱۳   | ۱۰   | ۳۷    |
| ۳     | فرانسه (FRA)              | ۱۳  | ۱۵   | ۱۰   | ۳۸    |
| ۴     | بریتانیای کبیر (GBR)      | ۹   | ۱۳   | ۱۲   | ۳۴    |
| ۵     | ایتالیا (ITA)             | ۸   | ۳    | ۵    | ۱۶    |
| ۶     | سوئیس (SUI)               | ۷   | ۸    | ۱۰   | ۲۵    |
| ۷     | نروژ (NOR)                | ۵   | ۲    | ۳    | ۱۰    |
| ۸     | سوئد (SWE)                | ۴   | ۱۳   | ۱۲   | ۲۹    |
| ۹     | هلند (NED)                | ۴   | ۱    | ۵    | ۱۰    |
| ۱۰    | بلژیک (BEL)               | ۳   | ۷    | ۳    | ۱۳    |
| ۱۱    | استرالیا (AUS)            | ۳   | ۱    | ۲    | ۶     |
| ۱۲    | دانمارک (DEN)             | ۲   | ۵    | ۲    | ۹     |
| ۱۳    | مجارستان (HUN)            | ۲   | ۳    | ۴    | ۹     |
| ۱۴    | یوگسلاوی (YUG)            | ۲   | ۰    | ۰    | ۲     |
| ۱۵    | چکسلواکی (TCH)            | ۱   | ۴    | ۵    | ۱۰    |
| ۱۶    | آرژانتین (ARG)            | ۱   | ۳    | ۲    | ۶     |
| ۱۷    | استونی (EST)              | ۱   | ۱    | ۴    | ۶     |
| ۱۸    | آفریقای جنوبی (RSA)       | ۱   | ۱    | ۱    | ۳     |
| ۱۹    | اروگوئه (URU)             | ۱   | ۰    | ۰    | ۱     |
| ۲۰    | اتریش (AUT)               | ۰   | ۳    | ۱    | ۴     |
| ۲۰    | کانادا (CAN)              | ۰   | ۳    | ۱    | ۴     |
| ۲۲    | لهستان (POL)              | ۰   | ۱    | ۱    | ۲     |
| ۲۳    | هائیتی (HAI)              | ۰   | ۰    | ۱    | ۱     |
| ۲۳    | ژاپن (JPN)                | ۰   | ۰    | ۱    | ۱     |
| ۲۳    | نیوزیلند (NZL)            | ۰   | ۰    | ۱    | ۱     |
| ۲۳    | پرتغال (POR)              | ۰   | ۰    | ۱    | ۱     |
| ۲۳    | رومانی (ROU)              | ۰   | ۰    | ۱    | ۱     |
| مجموع | مجموع                     | ۱۲۶ | ۱۲۷  | ۱۲۵  | ۳۷۸   |